# Tomasz Arciszewski

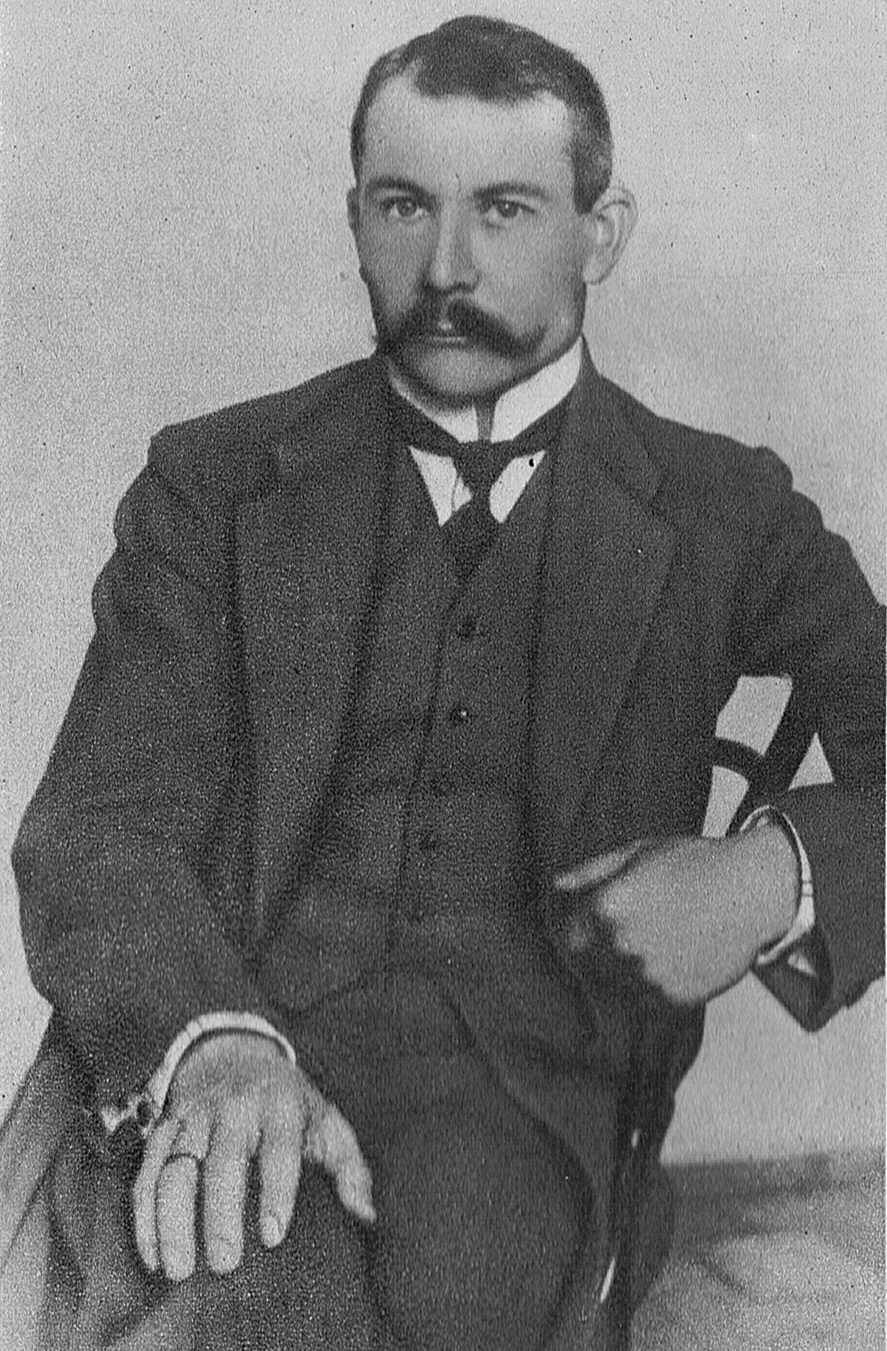
Tomasz Arciszewski w 1906 r.

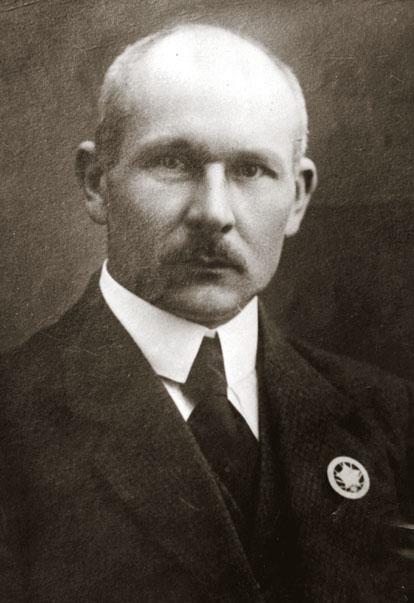
Tomasz Arciszewski jako minister poczt i telegrafów

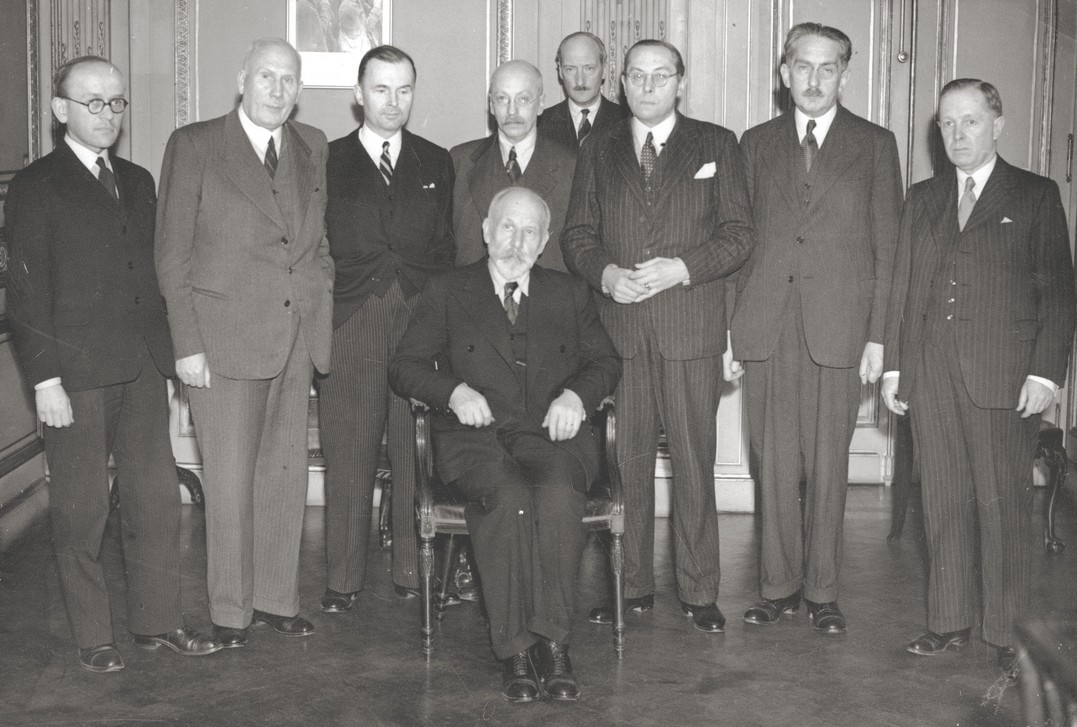
Rząd Tomasza Arciszewskiego

Tomasz Andrzej Arciszewski, pseudonim Antoni, Ludwik, Marcin, Siłacz, Stanisław, Szymon (ur. 14 listopada 1877 w Sierzchowach, zm. 20 listopada 1955 w Londynie) – polski polityk Polskiej Partii Socjalistycznej. Jeden z przywódców Organizacji Bojowej PPS. Minister poczt i telegrafów w Tymczasowym Rządzie Ludowym Republiki Polskiej oraz rządzie Jędrzeja Moraczewskiego. Poseł na Sejm Ustawodawczy, I, II i III kadencji. Lider podziemnej PPS–WRN. Prezes Rady Ministrów w latach 1944–1947. Do 5 lipca 1945 kierowany przez niego rząd RP na uchodźstwie był uznanym na arenie międzynarodowej rządem państwa polskiego oraz stanowił on legalną kontynuację rządu polskiego z września 1939 (powołany został na podstawie konstytucji kwietniowej poprzez wyznaczenie następcy na urzędzie prezydenta RP przez Ignacego Mościckiego), w związku z czym jest de iure i de facto ostatnim premierem II Rzeczypospolitej. Kawaler Orderu Virtuti Militari.

## Lata młodości
Był synem Mikołaja Arciszewskiego (powstańca styczniowego) oraz Heleny z Młynarskich. Ukończył szkołę elementarną, rozpoczynając naukę w Lubani. W wyniku wczesnej śmierci ojca, jako 10-letni chłopiec musiał podjąć pracę zawodową. Pracował w garbarni, zaś w 1894 r. ukończył praktykę ślusarską w warsztatach mechanicznych w Radomiu. Brał tam udział w strajku przeciw 14-godzinnemu dniowi pracy.
W 1894 pracował jako ślusarz w fabryce „W. Fitzner i K. Gamper” w Sosnowcu, skąd w tym samym roku został wydalony jako organizator strajku. W 1895 wstąpił do Polskiej Partii Socjalistycznej. Następnie podjął pracę w hucie „Katarzyna” w Sosnowcu, gdzie pracował trzy lata przy piecach w walcowni, a następnie w warsztatach mechanicznych, utrzymując matkę, brata i siostrę.
Działalność Arciszewskiego początkowo skupiała się na terenie Zagłębia Dąbrowskiego. Wspólnie ze Zbigniewem Woszczyńskim zorganizowali pierwszą demonstrację 1-majową w 1898. Na jesieni tego samego roku zorganizował obchody Mickiewiczowskie.
Na skutek donosu prowokatora Błacha, aresztowano Woszczyńskiego, zaś Arciszewskiego wzywano na śledztwo. Zagrożony aresztowaniem zaraz po pierwszym przesłuchaniu, z inicjatywy komitetu PPS, wyjechał do Londynu, a stamtąd po trzech miesiącach do Bremy. Tam pracował jako kotlarz, działając jednocześnie w strukturach Związku Zagranicznego Socjalistów Polskich oraz organizując komórki organizacyjne PPS.
Na polecenie Centralnego Komitetu Robotniczego PPS, Arciszewski powrócił do kraju w maju 1900 r. Po rozmowach ze Stanisławem Wojciechowskim „Zygmuntem”, wydano mu polecenie o odbudowaniu – rozbitej aresztowaniami – organizacji zagłębiowskiej. Po przybyciu do Sosnowca podjął pracę w fabryce maszyn w Niwce, podejmując wraz z Józefem Mireckim odtworzenie organizacji PPS w Zagłębiu.
11 sierpnia 1900 roku w wyniku wydaniu odezwy z powodu strajku został aresztowany. Łącznie Arciszewski w więzieniach spędził trzy lata. W więzieniu w Piotrkowie spędził  ponad 3,5 miesiąca. Po opuszczeniu więźnia został wysłany do wsi Radzanów, gdzie pracował pod nadzorem policyjnym u pisarza gminnego. Pozbawiony tego zajęcia przez policję, zwrócił się do władz o możliwość wyjazdu do Radomia. Przed otrzymaniem formalnej zgody wyjechał w styczniu 1901 do Zagłębia po „bibułę”. Osaczony przez policję zbiegł, jednak po powrocie do Radomia został aresztowany i skazany decyzją departamentu policji na 8 miesięcy więzienia i dwa lata nadzoru policyjnego.
Po odsiedzeniu wyroku, został przewieziony do więzienia w Kielcach. Tam uczestniczył w dwóch strajkach głodowych przeciwko nieludzkiemu traktowaniu więźniów. W trakcie drugiego strajku uderzył w twarz naczelnika żandarmerii Krzyżanowskiego. Podczas dochodzenia sprawę jednak zatuszowano.
W kwietniu 1903 wyszedł z więzienia podlegając nadzorowi policyjnemu. Wznowił działalność w PPS, w Sosnowcu w fabryce maszyn w Niwce. W 1904 dostał anonimowy list ostrzegający go o grożącym aresztowaniu i zesłaniu na 3 lata do Archangielska. Zbiegł do Częstochowy, gdzie od tej pory działał nielegalnie. Z Częstochowy został skierowany jako emisariusz do Łodzi, gdzie odbudowywał rozbitą organizację PPS. Od jesieni 1904 był współorganizatorem manifestacji antywojennych PPS. W 1905 ukończył „szkołę bojową” w Krakowie i stał się członkiem Organizacji Bojowej PPS, którą zorganizował także w Warszawie.
Na ziemiach Królestwa Polskiego był współorganizatorem zamachów na oficerów i urzędników rosyjskich, m.in. udanego zamachu na generała-majora Markgrafskiego (w wyniku którego także zginął 10-letni syn generała), czy zabójstwo komisarza Szatałowicza, który trakcie demonstracji w 15 stycznia 1905 roku, zabił chorążego sztandaru PPS Tomasza Księżczyka. W tym samym roku współorganizował powstanie chłopów w okolicach Łęczycy. Rozkonspirowany po demonstracji 1 maja 1905, w czerwcu został przeniesiony do Siedlec, a jesienią do Białegostoku. W 1906 wstąpił do niepodległościowego skrzydła ruchu socjalistycznego PPS – Frakcja Rewolucyjna. Został członek jej Wydziału Bojowego. Razem z Józefem Piłsudskim był organizatorem i uczestnikiem akcji pod Bezdanami na Wileńszczyźnie z 26 września 1908, której celem było zdobycie 200 tysięcy rubli przewożonych rosyjskim pociągiem z Wilna do Petersburga.
W 1911 r. Organizacja Bojowa PPS została rozwiązana. Arciszewski wyjechał do Galicji. Pracował tam zarobkowo w Stanisławowie oraz Borysławiu. Tam związał się PPS Opozycją działającą we Lwowie.

## Wielka Wojna
W wyniku wybuchu wojny, Arciszewski 6 sierpnia 1914 roku wstąpił w randze podporucznika do Legionów Polskich. Utworzył Lotny Oddział Wywiadowczy - „Oddział Beków”, a następnie służył w 1 pułku piechoty i I Brygadzie Legionów Polskich.
Po rozwiązaniu oddziału w 1915 r., prowadził działalność polityczną na terenie Królewstwa Polskiego, tworząc struktury Polskiej Organizacji Zbrojnej. Rok później w Piotrkowie zorganizował XII zjazd PPS. Dzięki zgodzie niemieckich władz okupacyjnych, w latach 1916–1918 w Warszawie wydawano tygodnik „Jedność robotnicza”. Jednakże relacje Arciszewskiego z Niemcami były napięte. Był przez nich ścigany, za organizowanie i kierowanie pepeesowskimi grupami bojowymi (od 1918 Pogotowie Bojowe PPS). Przez cztery miesiące przebywał w Moskwie, gdzie przekonywał m.in. bolszewików, iż PPS nie pozwoli nikomu ingerować w wewnętrzne sprawy Polski.
Po powrocie do kraju, Arciszewski przygotował na 1 października 1918 roku zamach w Warszawie na szefa niemieckiej policji politycznej Ericha von Schultzego, który zakończył się sukcesem.
W latach 1919–34 był radnym miasta Warszawy. W tym czasie zorganizował Komisję Centralną Związków Zawodowych. Był pracownikiem Rady Departamentu Pracy Tymczasowej Rady Stanu.

## II Rzeczpospolita
W trakcie odtwarzania się państwa polskiego, Tomasz Arciszewski objął tekę ministra pracy i opieki społecznej w powstałym 7 listopada 1918 Tymczasowym Rządzie Ludowym Republiki Polskiej Ignacego Daszyńskiego. Następnie w rządzie Jędrzeja Moraczewskiego (istniejącym do 16 stycznia 1919) pełnił tekę ministra poczt i telegrafów. Po objęciu przez Ignacego J. Paderewskiego urzędu premiera, Arciszewski stracił stanowisko.
W czasie wojny polsko-bolszewickiej poparł rząd Wincentego Witosa oraz utworzył Robotniczy Komitet Obrony Niepodległości i dokonywał dywersji na tyłach Armii Czerwonej.
W latach 1919–1922 był posłem na Sejm Ustawodawczy z okręgu wyborczego nr 29 (Sosnowiec). Pracował wówczas w komisjach aprowizacyjnej (jako referent), miejskiej, skarbowo-budżetowej (pełnił funkcję sekretarza i referenta). Wchodził również w skład specjalnej komisji dla zbadania krwawych zajść w Zagłębiu Dąbrowskim. W wyborach parlamentarnych w 1922 został wybrany z listy nr 2, w okręgu wyborczym nr 19 (Radom), z którego wszedł, równocześnie został wybrany z listy państwowej w okręgu wyborczym nr 21 (Będzin). W Sejmie I kadencji był członkiem komisji opieki społecznej, oraz przewodniczył komisji do walki z drożyzną. W wyborach parlamentarnych w 1928 został wybrany z listy nr 2, w okręgu wyborczym nr 19 (Radom). Kandydował również z listy państwowej. W Sejmie II kadencji, był członkiem komisji opieki społecznej i inwalidzkiej. Pełnił również funkcję wiceprzewodniczącego komisji do walki z drożyzną. W wyborach parlamentarnych w 1930 wybrany został z listy nr 7 (Centrolew), listy państwowej z której wszedł, wybrany został również w okręgu wyborczym nr 1 (Warszawa). W Sejmie III kadencji, był członkiem komisji wojskowej.
W latach 1938–1939 ponownie pełnił mandat radnego miasta Warszawy. Od 1928 do 1939 był przewodniczącym Warszawskiego Okręgowego Komitetu Robotniczego. W 1939 klub radnych PPS demonstracyjnie wysunął jego kandydaturę na prezydenta Warszawy. W głosowaniu uzyskał 42 głosy, a dotychczasowy komisaryczny prezydent Stefan Starzyński 40 głosów w 100-osobowej Radzie Miasta.
Od 1931 pełnił funkcję przewodniczącego Centralnego Komitetu Wykonawczego PPS. Od 1920 aż do 1939 pełnił funkcję przewodniczącego Robotniczego Towarzystwa Przyjaciół Dzieci. Od 1921 był członkiem Rady Nadzorczej Związku Robotniczych Stowarzyszeń Spożywczych.
W okresie międzywojennym mieszkał na Grochowie w Kolonii Praussa przy ul. Płowce 8. Przez cały okres II Rzeczypospolitej należał do Rady Naczelnej PPS. Od 1930 z ramienia PPS współorganizował Centrolew.
Oprócz działalności politycznej, Arciszewski zajmował się także kwestiami społecznymi. W 1919 r. Centralny Komitet Robotniczy utworzył Robotniczy Wydział Wychowania Dziecka i Opieki nad Nim, który był zalążkiem Robotniczego Towarzystwa Przyjaciół Dzieci, którego Arciszewski został prezesem.
Doprowadził także do utworzenia w Jastrzębiej Górze pensjonatu wypoczynkowego dla dzieci, budowy Domu Ludowego w Dąbrowie Górniczej oraz otwarcia pierwszej świeckiej szkoły w Polsce na Żoliborzu w Warszawie.

## II wojna światowa (do połowy 1944)
Jeszcze przed wybuchem II wojny światowej, Arciszewski zaproponował utworzenie koalicyjnego rządu obrony narodowej oraz przedłożył ustawę o robotniczym przysposobieniu obronnym, lecz obie propozycje pozostały zignorowane. Gdy wojna wybuchła został współorganizatorem Robotniczych Brygad Obrony Warszawy. Po przejściu PPS do konspiracji i powstaniu 16 października 1939 Ruchu Mas Pracujących Polski (PPS–WRN) i razem z Kazimierzem Pużakiem kierował jej działalnością do lipca 1944. Z ramienia PPS–WRN został członkiem powołanej przez Jana Stanisława Jankowskiego Rady Jedności Narodowej. Był współautorem deklaracji RJN O co walczy Naród Polski z 15 marca 1944. Przez cały okres działalności RJN stał na stanowisku nieustępliwości wobec ZSRR. Był także współinicjatorem Oświadczenia, wydanego 3 kwietnia 1944 przez RJN i Delegata Rządu na Kraj Jankowskiego, określającego stanowisko wobec wejścia Armii Czerwonej na terytorium Rzeczypospolitej z 1939, które nastąpiło bez porozumienia z rządem polskim. Zwracał w nim uwagę na fakt, że wojska te walczą ze wspólnym wrogiem – Niemcami. Należy do wojsk tych zachować poprawny stosunek dopóki działania te będą zgodne z prawami międzynarodowymi.

## Trudne lata 1944–1945
W związku z planowanym objęciem funkcji następcy prezydenta RP na uchodźstwie, 17 lipca 1944 w ramach operacji „Most III” z tajnego lotniska pod Radłowem, został ewakuowany do Kairu, gdzie odbył rozmowy z premierem Stanisławem Mikołajczykiem. Po przybyciu do Londynu 7 sierpnia 1944 zarządzeniem prezydenta RP Władysława Raczkiewicza został mianowany jego następcą. W połowie sierpnia 1944 kilkakrotnie zabiegał osobiście u premiera Winstona Churchilla o pomoc lotniczą dla powstania warszawskiego. Krytycznie oceniał ugodowe koncepcje Mikołajczyka i wynik jego rozmów w Moskwie na temat utworzenia w czasie pobytu Armii Czerwonej na terenach polskich rządu, składającego się w równych proporcjach z legalnych władz RP, jak i PKWN, czemu dał wyraz w depeszy z Londynu do Kazimierza Pużaka z 22 sierpnia 1944. 29 listopada 1944 po dymisji Mikołajczyka został mianowany premierem rządu RP i ministrem pracy i opieki społecznej. W skład rządu Arciszewskiego weszli przedstawiciele PPS, Stronnictwa Narodowego, Stronnictwa Pracy oraz jeden członek bezpartyjny. Nie było przedstawicieli Stronnictwa Ludowego.

1 grudnia 1944 na pierwszym posiedzeniu rządu podkreślał, że nowy rząd opiera się o zasadę jedności narodowej, stojąc mocno na gruncie wierności i obowiązku sojuszom i dążenia do przyjaznego ułożenia stosunków ze Związkiem Sowieckim. W wywiadzie dla „Sunday Times” z 17 grudnia 1944 podkreślał, że warunkiem wstępnym jakichkolwiek rozmów z ZSRR musi być nawiązanie stosunków dyplomatycznych, a wszelkie sprawy sporne mogą być rozwiązane, o ile Rosja zechce załatwić je bezpośrednio z nami, jak rząd z drugim rządem. W sprawie granic zachodnich stwierdził: żądamy naszych etnicznych i historycznych terytoriów, które znalazły się pod władzą niemiecką. Dodał jednak:

„Nie chcemy rozszerzać naszej granicy na zachód, tak aby wchłonąć osiem do dziesięciu milionów Niemców. Nie chcemy Wrocławia ani Szczecina”.

Ta niefortunna wypowiedź stała się pożywką dla propagandy głoszonej przez powołany dwa tygodnie później w Lublinie Rząd Tymczasowy Rzeczypospolitej Polskiej (powstały w wyniku przekształcenia PKWN). Wypowiedź Arciszewskiego skrytykował także Arkadiusz (vel Arka) Bożek – ówczesny przedstawiciel Śląska Opolskiego w Radzie Narodowej RP w Londynie:

„Z przerażeniem czytałem wywiad ostatni, w którym pan premier prosto z mostu twierdzi, że nie chcemy ani Wrocławia, ani Szczecina. Skutki tej wypowiedzi mogą być przykre, bo stracimy wschód, a zachodu nie uzyskamy, bośmy go nie chcieli”.

Wielka Brytania odnosiła się do jego rządu bardzo nieufnie, co widać w liście Winstona Churchilla z 3 stycznia 1945 do Józefa Stalina, w którym deklarował chłodny stosunek do nowego rządu polskiego i przekonanie, że nie zdoła długo się utrzymać, z czego Arciszewski zdawał sobie doskonale sprawę, podkreślając negatywne opinie prasy angielskiej. Jednocześnie stwierdził on, że miarą polityki polskiej jest interes Polski, wobec czego nakazywał przeczekanie tego kryzysu do momentu, aż świat pogodzi się niejako z faktem, że istnieje kres ustępliwości i że rząd potrafi się oprzeć żądaniom godzącym w niepodległość Polski. W związku z rozmowami prowadzonymi pomiędzy Stanami Zjednoczonymi, Wielką Brytanią i Związkiem Radzieckim wraz z ministrem spraw wewnętrznych Zygmuntem Berezowskim złożył rządom USA i Wielkiej Brytanii memorandum, w którym podkreślał, że sprawy polskie powinny być rozpatrzone dopiero po zakończeniu działań wojennych, natomiast sfinalizowanie sporu polsko-radzieckiego o wschodnie ziemie Rzeczypospolitej jest możliwe tylko według metod ustalonych prawem międzynarodowym. Podkreślał też, aby w razie uchylania się rządu radzieckiego od porozumienia, została utworzona wojskowa komisja międzysojusznicza, pod której kontrolą administracja polska mogłaby pełnić swoje czynności oraz że oczekuje, iż rządy amerykański i brytyjski nie wezmą udziału w żadnych decyzjach, powziętych bez udziału i zgody rządu polskiego. Memorandum to, całkowicie ignorujące wewnątrzaliancki podział na strefy operacyjne oraz stanowisko Wielkiej Brytanii, USA i ZSRR w sprawie nowej granicy wschodniej Polski, Wielka Brytania natychmiast odrzuciła.
13 lutego 1945 po poinformowaniu go przez ambasadora Edwarda Raczyńskiego o postanowieniach konferencji jałtańskiej, w imieniu rządu wydał Oświadczenie, w którym stwierdził, że decyzje Konferencji Trzech zostały przygotowane i powzięte nie tylko bez udziału i upoważnienia rządu polskiego, ale i bez jego wiedzy. Oprócz tego oświadczył, że rząd polski nie przyjmuje tych postanowień, że narzucenie tzw. Linii Curzona jako granicy polsko-sowieckiej jest dla narodu polskiego nowym rozbiorem Polski dokonanym przez sojuszników Polski oraz że zamiar utworzenia tymczasowego rządu polskiego jedności narodowej za pomocą narzuconego Komitetu Lubelskiego jest próbą legalizacji mieszania się Sowietów w wewnętrzne sprawy Polski.
Po aresztowaniu przez NKWD 16 przywódców Polskiego Państwa Podziemnego w marcu 1945 Arciszewski interweniował w tej sprawie u premiera Wielkiej Brytanii i przewodniczącego Konferencji Narodów Zjednoczonych w San Francisco. W tym okresie propaganda komunistyczna określała go jako: jednego z najbardziej skompromitowanych bankrutów politycznych, rzekomego socjalistę – faktycznego starego agenta sanacji w PPS, a także premiera operetkowego rządu, w skład którego wchodzą jawni faszyści z obozu endecji i sanacji.
W związku z powstaniem 28 czerwca 1945 w Moskwie Tymczasowego Rządu Jedności Narodowej, składającego się z przedstawicieli PPR, PPS, SL i SD, w imieniu rządu wydał komunikat, w którym oświadczył, że samozwańczy twór polityczny złożony z komunistów i agentów obcych ma stać się rządem Polski. (...) Los Polaków nie będzie jednakowy. Jedni borykać się będą w kraju z okrutną rzeczywistością państwa policyjnego, inni zostaną w wolnym świecie, by stać się ustami niemych. Droga nasza jest trudna, lecz u jej kresu spełni się Polska naszych żarliwych pragnień: wolna i niepodległa. 5 lipca 1945 rządy USA i Wielkiej Brytanii wycofały poparcie dla rządu RP na uchodźstwie, przekazując Arciszewskiemu noty z informacją, że wita się utworzenie Tymczasowego Rządu Jedności Narodowej jako spełnienie postanowień krymskich.
Osobistym sekretarzem premiera Arciszewskiego był Jerzy Lerski, najbardziej znany (obok Jana Karskiego, Jana Nowaka-Jeziorańskiego i Marka Celta) kurier Polskiego Państwa Podziemnego.

## Lata po wojnie

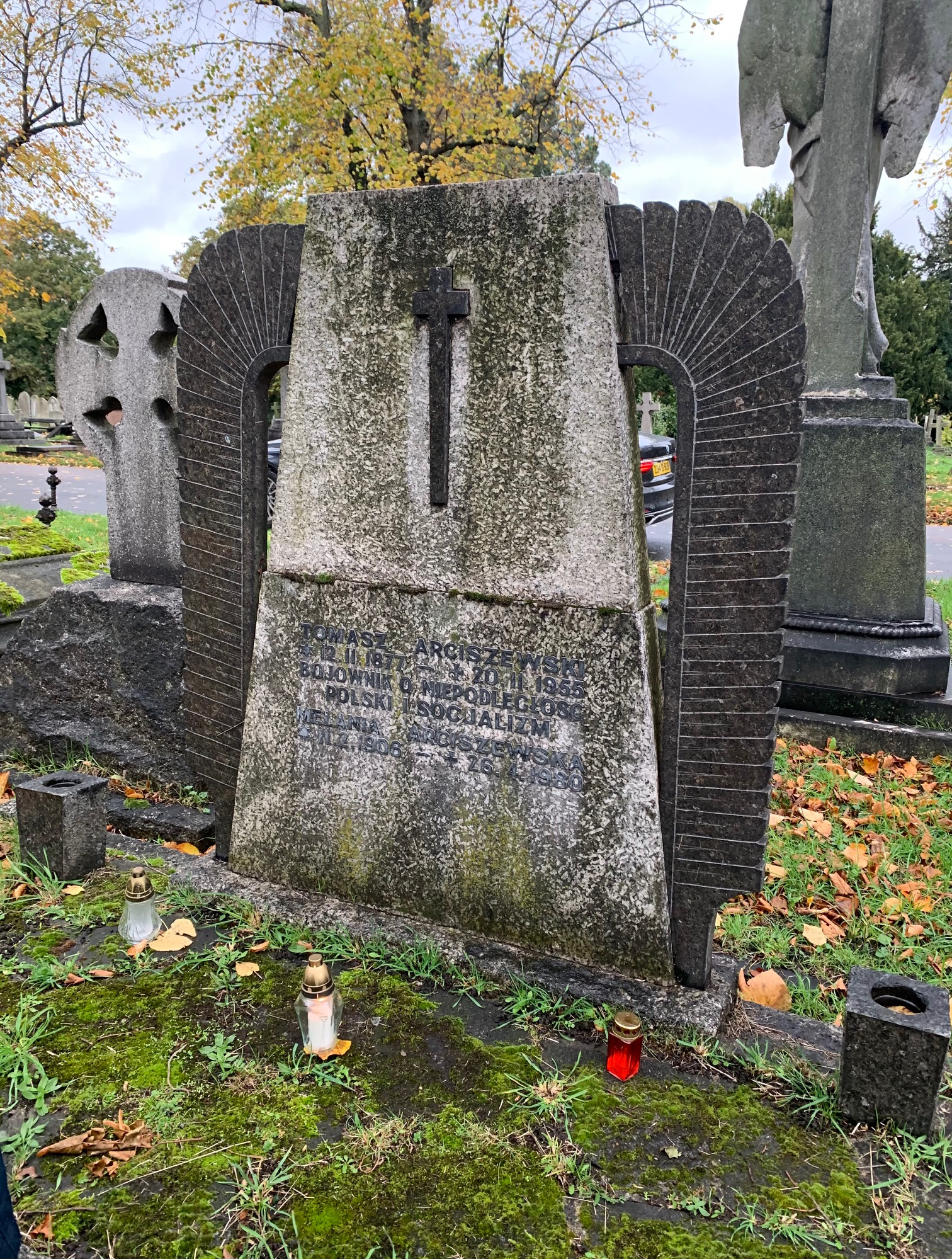
Grób Tomasza Arciszewskiego

26 kwietnia 1947 Arciszewski został odwołany z funkcji następcy prezydenta RP, co wywołało protest PPS. 6 czerwca zmarł prezydent Raczkiewicz, a trzy dni później zaprzysiężony został jego następca August Zaleski. Już 2 lipca nowy prezydent zdymisjonował Arciszewskiego, mianując w jego miejsce generała Tadeusza Bór-Komorowskiego. Były premier pozostał mimo sędziwego wieku postacią aktywną. 20 grudnia 1949 stanął na czele utworzonej w Londynie Rady Politycznej. W 1954 wszedł w skład Tymczasowej Rady Jedności Narodowej oraz wspólnie z Edwardem Raczyńskim i gen. Władysławem Andersem współtworzył Radę Trzech, stanowiącą ośrodek władzy alternatywny wobec prezydenta Zaleskiego, który wbrew konstytucji kwietniowej nie ustąpił z urzędu po zakończeniu 7-letniej kadencji i przedłużył ją na czas nieokreślony. W okresie emigracji pełnił funkcję przewodniczącego Centralnego Komitetu Zagranicznego PPS. Zmarł 20 listopada 1955 w Londynie. Pochowany jest na Brompton Cemetery w Londynie, wraz ze swoją drugą żoną Melanią (nr grobu O/106.9/32.3 B.R. 22016).

## Życie prywatne
Pierwszą żoną była Aleksandra Halina Sidorowicz, która zginęła w wypadku kolejowym. Drugą żoną była działaczka emigracyjna Melania Ziętek. Z tego małżeństwa Arciszewscy mieli dwóch synów: Tadeusza (ur. 1909) i Jana (ur. 1911).

## Upamiętnienie

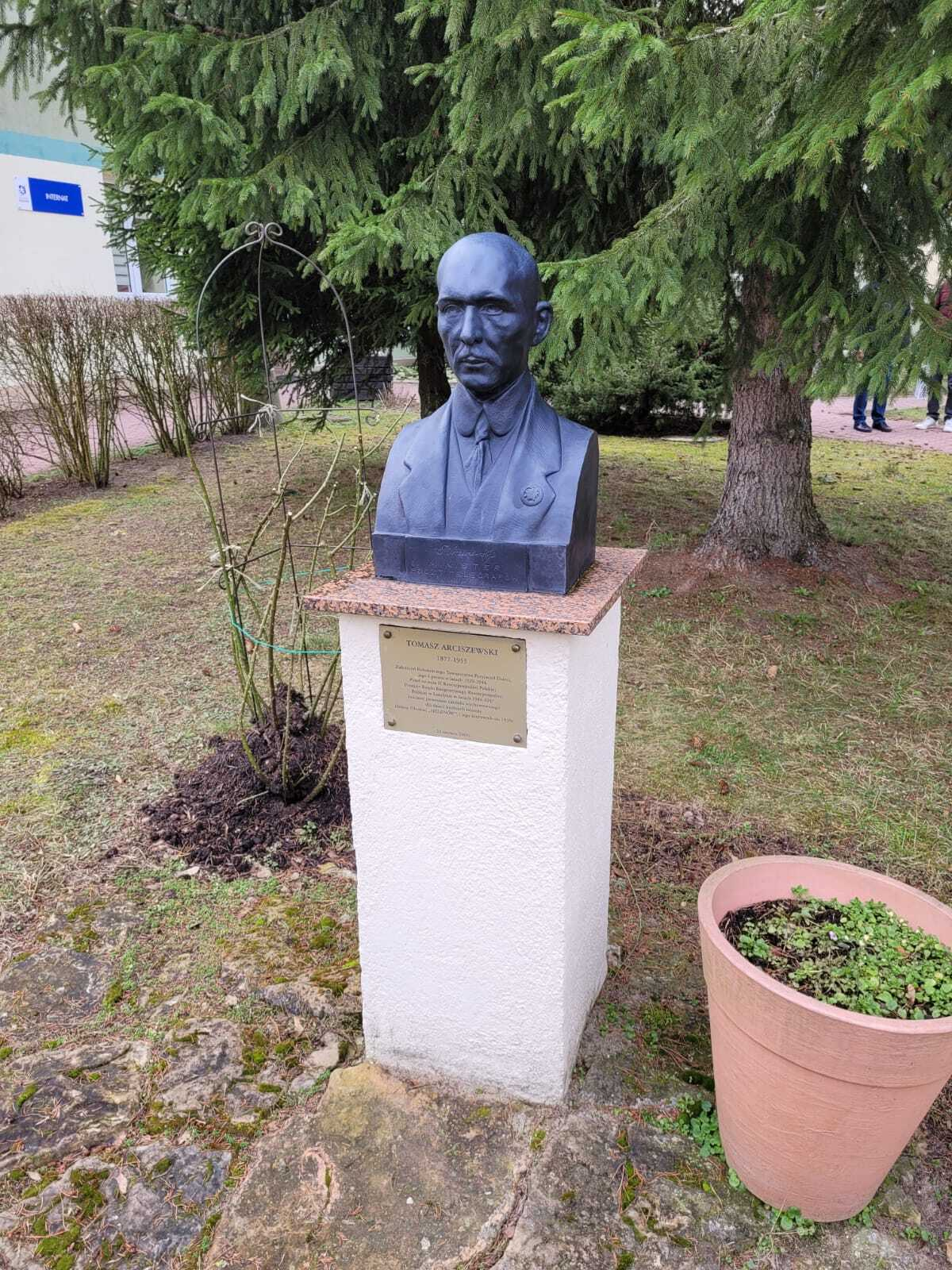
Popiersie Tomasza Arciszewskiego w Helenowie

W 1988 r. jego wizerunek znalazł się na wyemitowanym przez Pocztę Polską w łącznym nakładzie 8 milionów sztuk znaczku pocztowym o nominale 20 złotych wydanym z okazji Światowego Dnia Poczty.
Arciszewski jest patronem Polskiej Szkoły Przedmiotów Ojczystych w Londynie (Balham). Nazwisko Premiera patronuje także ulicom w Krakowie (0d 1991) oraz w Warszawie (od 2017).
W 2003 r. z okazji 80. rocznicy funkcjonowania ośrodka dla dzieci w Helenowie, nadano głównej ulicy Ośrodka nazwę – Aleja Tomasza Arciszewskiego (jako założyciela RTPD). W Helenowie znajduje się również popiersie premiera.
Od 1928 Arciszewski jest honorowym obywatelem Sosnowca.

## Ordery i odznaczenia
- Krzyż Srebrny Orderu Wojskowego Virtuti Militari nr 7189 – 17 maja 1922[24][25]
- Krzyż Niepodległości z Mieczami –  18 października 1932 „za pracę w dziele odzyskania niepodległości”[26][27]
- Krzyż Walecznych[27]